# La Tropicale Amissa Bongo
La Tropicale Amissa Bongo è una corsa a tappe maschile di ciclismo su strada che si svolge in Gabon ogni anno nel mese di gennaio. È inserita nel calendario dell'UCI Africa Tour come evento di classe 2.1, anche se nel biennio 2006/2007 è stata un evento di classe 2.2.

## Storia
La corsa fu creata nel 2006 in onore di Amissa Bongo, figlia dell'allora presidente del Gabon, Omar Bongo. Organizzata alla fine del mese di gennaio, vi partecipano prevalentemente squadre nazionali africane ma anche qualche squadra professionistica europea, in particolare francese. Queste ultime sfruttano la corsa africana per perfezionare la preparazione in vista delle corse europee.
La prima edizione della manifestazione fu vinta dal finlandese Jussi Veikkanen, corridore della squadra francese Française des Jeux; dopo tale successo, sono state sette le vittorie finali di corridori francesi. La FDJ vinse le prime quattro edizioni della corsa, interrompendo tale serie nel 2010, anno in cui non partecipò. 
Natnael Berhane, vincitore dell'edizione del 2014, fu il primo corridore africano a vincere la corsa.
Il primo corridore italiano ad imporsi nella classifica generale fu Niccolò Bonifazio, il quale vinse la corsa nel 2019. 

## Albo d'oro
Aggiornato all'edizione 2023.
| Anno      | Vincitore                             | Secondo                               | Terzo                                 |
| --------- | ------------------------------------- | ------------------------------------- | ------------------------------------- |
| 2006      | Jussi Veikkanen                       | Frédéric Guesdon                      | Evgeny Sokolov                        |
| 2007      | Frédéric Guesdon                      | Pierre Rolland                        | Jussi Veikkanen                       |
| 2008      | Lilian Jégou                          | Yann Pivois                           | Rony Martias                          |
| 2009      | Matthieu Ladagnous                    | Filipe Cardoso                        | Pierre Rolland                        |
| 2010      | Anthony Charteau                      | Ian McLeod                            | Julien Loubet                         |
| 2011      | Anthony Charteau                      | Andy Cappelle                         | Adil Jelloul                          |
| 2012      | Anthony Charteau                      | Meran Russan                          | Adil Jelloul                          |
| 2013      | Yohann Gène                           | Soufiane Haddi                        | Gaëtan Bille                          |
| 2014      | Natnael Berhane                       | Luis León Sánchez                     | Egoitz García                         |
| 2015      | Rafaâ Chtioui                         | Giovanni Bernaudeau                   | Abdelkader Belmokhtar                 |
| 2016      | Adrien Petit                          | Andrea Palini                         | Anthony Delaplace                     |
| 2017      | Yohann Gène                           | Tesfom Okubamariam                    | Nikodemus Holler                      |
| 2018      | Joseph Areruya                        | Nikodemus Holler                      | Damien Gaudin                         |
| 2019      | Niccolò Bonifazio                     | Lorrenzo Manzin                       | André Greipel                         |
| 2020      | Jordan Levasseur                      | Natnael Tesfatsion                    | Emmanuel Morin                        |
| 2021-2022 | annullata per la Pandemia di COVID-19 | annullata per la Pandemia di COVID-19 | annullata per la Pandemia di COVID-19 |
| 2023      | Geoffrey Soupe                        | Hamza Amari                           | Christopher Rougier-Lagane            |

## Vittorie per nazione
| Pos. | Nazione                                 | Vittorie |
| ---- | --------------------------------------- | -------- |
| 1    | Francia                                 | 11       |
| 2    | Eritrea Finlandia Italia Marocco Ruanda | 1        |